# Abdolonyme Ubicini
Jean-Henri-Abdolonyme Ubicini (Issoudun, 20 ottobre 1818 – 28 ottobre 1884) è stato uno storico e giornalista francese. Fu un membro onorario dell'Accademia romena.

## Biografia
Nato da una famiglia lombarda, studiò nei collegi di Issoudun e Versailles, per poi diventare professore di retorica al collegio di Joigny nel 1839. Nel 1846 intraprese un lungo viaggio in Italia, Grecia, Turchia e nei principati danubiani. Mentre si trovava a Bucarest, prese parte alla Rivoluzione valacca del 1848 e divenne segretario del governo provvisorio e della luogotenenza principesca. Scacciato dalla Valacchia dall'ingresso delle truppe turco-russe, si fermò per qualche tempo a Costantinopoli. Tornato a Parigi, si fece conoscere con una serie di opere storiche e politiche. Pubblicò anche edizioni di autori antichi e contribuì a varie pubblicazioni periodiche ed enciclopediche, tra cui la Revue de l'Orient, che fondò e diresse per due anni. Nei suoi scritti, Ubicini adottò di solito un punto di vista filo-romeno.
Nel 1867 ricevette la cittadinanza rumena.

## Opere
- Œuvres de Macrobe traduction des Saturnales, 3 volumi, 1845-1847.
- 'Italie littéraire et artistique, galerie de cent portraits des poëtes, prosateurs, peintres, sculpteurs, architectes et musiciens les plus illustres, avec des notices historiques et anecdotiques par Joseph Zirardini, traduction française par M. Ubicini, précédée d'un discours sur le génie italien par Étienne-Jean Delécluze, 1851.
- Lettres sur la Turquie, ou Tableau statistique, religieux, politique, administratif, militaire, commercial, etc., de l'Empire ottoman, depuis le khatti-cherif de Gulkanè (1839), 1853.
- La Question d'Orient devant l'Europe, documents officiels, manifestes, notes, firmans, circulaires, etc., depuis l'origine du différend, annotés et précédés d'une exposition de la question des Lieux-saints, 1854.

- Œuvres de Voiture: lettres et poésies. Nouvelle édition revue en partie sur le manuscrit de Conrart, corrigée et augmentée de lettres et pièces inédites, avec le commentaire de Tallemant des Réaux, des éclaircissements et des notes par M. A. Ubicin, 2 volumi, 1855.
- Ballades et chants populaires de la Roumanie (principautés Danubiennes) recueillis et traduits par Vasile Alecsandri, avec une introduction par M. A. Ubicini, 1855.
- La Turquie actuelle, 1855.
- Provinces danubiennes et roumaines, avec Jean-Marie Chopin, 1856.
- La Question des principautés devant l'Europe, exposé sommaire des faits, accompagné de la collection complète des documents officiels, notes et circulaires diplomatiques, procès-verbaux, etc. depuis les conférences de Vienne (1855) jusqu'à la clôture des divans moldo-valaques (janvier 1858), 1858.
- La Serbie après le bombardement de Belgrade, 1862.
- Grammaire de la langue roumaine, par V. Mircesco, précédée d'un aperçu historique sur la langue roumaine, par A. Ubicini, 1863.
- Les Serbes de Turquie, études historiques, statistiques et politiques sur la principauté de Serbie, le Montenegro et les pays serbes adjacents. Géographie, statistique, organisation politique, religieuse, administrative, armée, finances, etc., 1865.
- Études historiques sur les populations chrétiennes de la Turquie d'Europe : les Serbes sous la domination ottomane (1389-1804), 1867.
- Constitution de la principauté de Serbie, annotée et expliquée par A. Ubicini, 1871.
- État présent de l'Empire ottoman : statistique, gouvernement, administration, finances, armée, communautés non musulmanes, etc., d'après le Salnâmèh (Annuaire impérial) pour l'année 1293 de l'hégire (1875-76) et les documents officiels les plus récents, avec Abel Pavet de Courteille, 1876.
- La Constitution ottomane du 7 zilhidjé 1293 (23 décembre 1876), expliquée et annotée par A. Ubicini, 1877.
- Les Origines de l'histoire roumaine, texte revu et publié sur le manuscrit de l'auteur et précédé d'une notice biographique, par Georges Bengesco, 1886.